# Franse kampioenschappen veldrijden
Het Frans kampioenschap veldrijden wordt georganiseerd sinds 1902. Het werd enkel onderbroken omwille van de beide wereldoorlogen.

## Mannen

### Elite
| Jaar     | Goud                | Zilver                    | Brons                     | Plaats                     |
| -------- | ------------------- | ------------------------- | ------------------------- | -------------------------- |
| 1902     | Fernand De Baeder   | Henri Vazieux             | Henri Roques              | Petit-Bicêtre              |
| 1903     | Robert Seigneur     | Enrico Fouquier           | Louis Rigoust             | Châtenay les Bagneux       |
| 1905     | Pierre Frere        | Eugène Christophe         | Louis Rigoust             |                            |
| 1906     | Henri-Pierre Dupont | Jean Devoissoux           | Chevret                   | Suresnes-Mont-Valérien     |
| 1907     | Octave Lapize       | Lucien Pages              | Fox                       | Montmorency                |
| 1908     | Marcel Baumler      | Lucien Pages              | Gilbert Stoeffel          | Suresnes-Mont-Valérien     |
| 1909     | Eugène Christophe   | Antoine d'Annunzio        | Maurice Laine             | Suresnes-Mont-Valérien     |
| 1910     | Eugène Christophe   | Georges Tribouillard      | Massicot                  | Verrières le Buisson       |
| 1911     | Eugène Christophe   | Georges Tribouillard      | Aldo Bettini              | Suresnes-Mont-Valérien     |
| 1912     | Eugène Christophe   | Julien Loisel             | Lucien Pages              | Suresnes-Mont-Valérien     |
| 1913     | Eugène Christophe   | Gommaire Jobin            | Julien Loisel             | Suresnes-Mont-Valérien     |
| 1914     | Eugène Christophe   | Francis Pélissier         | Georges Gatier            | Suresnes-Mont-Valérien     |
| 1920     | Gaston Degy         | Eugène Christophe         | Honoré Barthélémy         | Suresnes-Mont-Valérien     |
| 1921     | Eugène Christophe   | Charles Lacquehay         | Roger Lacolle             | Suresnes-Mont-Valérien     |
| 1922     | Roger Lacolle       | Gaston Degy               | Eugène Christophe         | Fontainebleau              |
| 1923     | Roger Lacolle       | Eugène Christophe         | Marcel Vincent            | Fontainebleau              |
| 1924     | Fernand Lemay       | Gaston Degy               | Fernand Dubourg           | Melun                      |
| 1925     | Alexandre Piveteau  | Antoine Peyrard           | Clément Vottier           | Melun                      |
| 1926     | Charles Pélissier   | Roger Lacolle             | Alexandre Piveteau        | Fontainebleau              |
| 1927     | Charles Pélissier   | Paul Le Drogo             | Camille Foucaux           | Melun                      |
| 1928     | Charles Pélissier   | Camille Foucaux           | Auguste Segaud            | Fontainebleau              |
| 1929     | Camille Foucaux     | Auguste Segaud            | Marcel Mazeyrat           | Fontainebleau              |
| 1930     | Camille Foucaux     | Henri Deconninck          | Aubert Winsingues         | Fontainebleau              |
| 1931     | Camille Foucaux     | Henri Deconninck          | André Vanderdonckt        | Fontainebleau              |
| 1932     | Camille Foucaux     | Aubert Winsingues         | Marcel Duc                | Fontainebleau              |
| 1933     | André Vanderdonckt  | Théodore Ladron           | Auguste Segaud            | Fontainebleau              |
| 1934     | Charles Vaast       | Léon Maillard             | Robert Laforgue           | Fontainebleau              |
| 1935     | Robert Laforgue     | Georges Peuziat           | Jean Colotte              | Fontainebleau              |
| 1936     | Paul Chocque        | François Guilhaire        | Robert Oubron             | Fontainebleau              |
| 1937     | Georges Peuziat     | Robert Oubron             | Charles Vaast             | Fontainebleau              |
| 1938     | Paul Chocque        | Maurice Cacheux           | Ludovic Bulteau           | Fontainebleau              |
| 1939     | Robert Laforgue     | Charles Vaast             | Marcel Duc                | Fontainebleau              |
| 1941     | Robert Oubron       | Georges Peuziat           | Kléber Piot               | Marnes-la-Coquette         |
| 1941 (a) | Gino Proietti       | Jules Rougemont           | Marius Nanni              | Bron                       |
| 1942 (b) | Robert Oubron       | Albert Carapezzi          | Georges Peuziat           | Marnes-la-Coquette         |
| 1942 (a) | Gino Proietti       | Jules Stellon             | Roger Pierredon           | Marseille                  |
| 1943     | Robert Oubron       | Robert Dorgebray          | Marcel Duc                | Toulouse                   |
| 1944     | Robert Oubron       | Kléber Piot               | Victor Cosson             | Fontainebleau              |
| 1945     | Jean Robic          | Kléber Piot               | Roger Rondeaux            | Fontainebleau              |
| 1946     | Robert Oubron       | Kléber Piot               | Georges Ramoulux          | Fontainebleau              |
| 1947     | Roger Rondeaux      | Pierre Jodet              | Vincent Ceci              | Fontainebleau              |
| 1948     | Roger Rondeaux      | Pierre Jodet              | Robert Oubron             | Charbonnières-les-Bains    |
| 1949     | Roger Rondeaux      | Georges Ramoulux          | Robert Oubron             | Nancy                      |
| 1950     | Pierre Jodet        | Georges Meunier           | Kléber Piot               | Fontainebleau              |
| 1951     | Roger Rondeaux      | André Dufraisse           | Georges Meunier           | Marsannay-la-Côte          |
| 1952     | Roger Rondeaux      | Antonin Canavese          | André Dufraisse           | Limoges                    |
| 1953     | Roger Rondeaux      | Gilbert Bauvin            | Antonin Canavese          | Besançon                   |
| 1954     | Roger Rondeaux      | Pierre Jodet              | André Dufraisse           | La Baule                   |
| 1955     | André Dufraisse     | Gérard Durand             | Roger Rondeaux            | Calais                     |
| 1956     | André Dufraisse     | Georges Meunier           | Pierre Jodet              | Dreux                      |
| 1957     | Georges Meunier     | Pierre Jodet              | André Dufraisse           | Bourges                    |
| 1958     | André Dufraisse     | André Brûlé               | Georges Meunier           | Calais                     |
| 1959     | André Dufraisse     | André Brûlé               | Georges Meunier           | Saint-Fons                 |
| 1960     | Georges Meunier     | Robert Aubry              | Jean Gérardin             | Poitiers                   |
| 1961     | André Dufraisse     | Jean Gérardin             | André Gandolfo            | Vihiers                    |
| 1962     | André Dufraisse     | Maurice Gandolfo          | Bernard Vattier           | Lurbe-Saint-Christau       |
| 1963     | André Dufraisse     | André Gandolfo            | Pierre Bernet             | Cesson                     |
| 1964     | Michel Pelchat      | Pierre Bernet             | Jean Gérardin             | Le Bec-Hellouin            |
| 1965     | Pierre Bernet       | André Gandolfo            | Jules Leclercq            | Aiglemont                  |
| 1966     | Michel Pelchat      | Pierre Bernet             | Joseph Mahé               | Labatut                    |
| 1967     | Jean-Pierre Ducasse | Pierre Bernet             | André Bayssière           | Épernay                    |
| 1968     | Jean-Pierre Ducasse | Luc Evrard                | Michel Pelchat            | Josselin                   |
| 1969     | James Herbain       | Pierre Bernet             | Jean-Paul Weibel          | Sarrebourg                 |
| 1970     | Pierre Bernet       | Walter Ricci              | James Herbain             | Le Havre                   |
| 1971     | Jean-Michel Richeux | Alex Gerardin             | Pierre Bernet             | Saint-Junien               |
| 1972     | Jean-Michel Richeux | Pierre Bernet             | André Wilhelm             | Saint-Leu-d'Esserent       |
| 1973     | André Wilhelm       | Pierre Bernet             | Jean-Yves Plaisance       | Lanarvily                  |
| 1974     | André Wilhelm       | Alex Gerardin             | Pierre Bernet             | Kaysersberg                |
| 1975     | Alex Gerardin       | Walter Ricci              | Gilbert Lahalle           | Saint-Simeux               |
| 1976     | Cyrille Guimard     | Jean-Yves Plaisance       | Alex Gerardin             | Chazay-d'Azergues          |
| 1977     | Alex Gerardin       | Robert Alban              | Jean-Yves Plaisance       | Lapugnoy                   |
| 1978     | Jean-Yves Plaisance | Jean Chassang             | Pierre-Raymond Villemiane | Pontchâteau                |
| 1979     | André Wilhelm       | Pierre-Raymond Villemiane | Jean Chassang             | Porchefontaine, Versailles |
| 1980     | Alex Gerardin       | Robert Alban              | Jacques Osmon             | Langres                    |
| 1981     | Jean Chassang       | Alex Gerardin             | André Wilhelm             | Cours-les-Barres           |
| 1982     | Marc Madiot         | Alex Gérardin             | Pascal Poisson            | Miramas                    |
| 1983     | Martial Gayant      | Patrice Thévenard         | Marc Madiot               | Salies-de-Béarn            |
| 1984     | Yvon Madiot         | Martial Gayant            | Marc Madiot               | Reyrieux                   |
| 1985     | Yvon Madiot         | Marc Madiot               | Martial Gayant            | La Chaussaire              |
| 1986     | Martial Gayant      | Yvon Madiot               | Ronan Pensec              | Fourmies                   |
| 1987     | Yvon Madiot         | Christophe Lavainne       | Martial Gayant            | Camors                     |
| 1988     | Christophe Lavainne | Martial Gayant            | Yvon Madiot               | Münster                    |
| 1989     | Dominique Arnould   | Martial Gayant            | Christophe Lavainne       | Tessé-la-Madeleine         |
| 1990     | Christophe Lavainne | Dominique Arnould         | Bruno Lebras              | Cap d'Agde                 |
| 1991     | Bruno Lebras        | David Pagnier             | Daniel Maquet             | Lunéville                  |
| 1992     | David Pagnier       | Dominique Arnould         | Emmanuel Magnien          | Saint-Herblain             |
| 1993     | Dominique Arnould   | Emmanuel Magnien          | David Pagnier             | Montreuil                  |
| 1994     | Dominique Arnould   | Cyrille Bonnand           | David Pagnier             | Sablé-sur-Sarthe           |
| 1995     | Jérôme Chiotti      | David Pagnier             | Emmanuel Magnien          | Cublize                    |
| 1996     | Emmanuel Magnien    | Jérôme Chiotti            | Patrice Halgand           | Lanarvily                  |
| 1997     | Christophe Mengin   | David Pagnier             | Dominique Arnould         | Harnes                     |
| 1998     | Christophe Mengin   | Dominique Arnould         | Emmanuel Magnien          | Nommay                     |
| 1999     | Christophe Morel    | Emmanuel Magnien          | Sébastien Loigerot        | Pontchâteau                |
| 2000     | Christophe Morel    | Dominique Arnould         | Miguel Martinez           | Manosque                   |
| 2001     | David Pagnier       | Cyrille Bonnand           | Miguel Martinez           | Blaye                      |
| 2002     | Dominique Arnould   | David Derepas             | John Gadret               | Sarrebourg                 |
| 2003     | Dominique Arnould   | John Gadret               | Arnaud Labbe              | Nommay                     |
| 2004     | John Gadret         | Arnaud Labbe              | Christophe Morel          | Limoges                    |
| 2005     | Francis Mourey      | John Gadret               | Arnaud Labbe              | Liévin                     |
| 2006     | John Gadret         | Francis Mourey            | Arnaud Labbe              | Sedan                      |
| 2007     | Francis Mourey      | John Gadret               | Jérôme Chevallier         | Lanarvily                  |
| 2008     | Francis Mourey      | John Gadret               | Arnaud Labbe              | Pontchâteau                |
| 2009     | Francis Mourey      | Steve Chainel             | Julien Belgy              | Pontchâteau                |
| 2010     | Francis Mourey      | Steve Chainel             | Nicolas Bazin             | Liévin                     |
| 2011     | Francis Mourey      | John Gadret               | Arnold Jeannesson         | Lanarvily                  |
| 2012     | Aurélien Duval      | Steve Chainel             | Francis Mourey            | Quelneuc                   |
| 2013     | Francis Mourey      | Arnold Jeannesson         | John Gadret               | Nommay                     |
| 2014     | Francis Mourey      | Fabien Canal              | Nicolas Bazin             | Lignières                  |
| 2015     | Clément Lhotellerie | Clément Venturini         | Francis Mourey            | Pontchâteau                |
| 2016     | Francis Mourey      | Clément Venturini         | John Gadret               | Besançon                   |
| 2017     | Clément Venturini   | Arnold Jeannesson         | John Gadret               | Lanarvily                  |
| 2018     | Steve Chainel       | Francis Mourey            | Arnold Jeannesson         | Quelneuc                   |
| 2019     | Clément Venturini   | Fabien Canal              | Francis Mourey            | Besançon                   |
| 2020     | Clément Venturini   | Joshua Dubau              | Fabien Doubey             | Flamanville                |
| 2021     | Clément Venturini   | Joshua Dubau              | David Menut               | Pontchâteau                |
| 2022     | Joshua Dubau        | Yan Gras                  | Fabien Doubey             | Liévin                     |
| 2023     | Clément Venturini   | Fabien Doubey             | Joshua Dubau              | Bagnoles-de-l'Orne         |
| 2024     | Clément Venturini   | Joshua Dubau              | Théo Thomas               | Camors                     |
| 2025     | Clément Venturini   | Joshua Dubau              | Fabien Doubey             | Pontchâteau                |

a = bevrijde zone
b = bezette zone

### U23(beloften)
| Jaar | Goud                | Zilver            | Brons                   |
| ---- | ------------------- | ----------------- | ----------------------- |
| 1996 | Miguel Martinez     | Laurent Lefèvre   | Vincent Renaux          |
| 1997 | Christophe Morel    | David Derepas     | Gaël Moreau             |
| 1998 | Miguel Martinez     | David Derepas     | Guillaume Benoist       |
| 1999 | Guillaume Benoist   | John Gadret       | Thomas Lecuyer          |
| 2000 | David Derepas       | John Gadret       | Jean-Baptiste Béraud    |
| 2001 | Francis Mourey      | Thomas Lecuyer    | Julien Absalon          |
| 2002 | Francis Mourey      | David Boucher     | Jean-Baptiste Béraud    |
| 2003 | Fabien Bourly       | Julien Belgy      | Sébastien Minard        |
| 2004 | Stéphane Belot      | Julien Belgy      | Romain Fondard          |
| 2005 | Romain Villa        | Steve Chainel     | Julien Belgy            |
| 2006 | Clément Lhotellerie | Florian Le Corre  | Jonathan Lopez          |
| 2007 | Romain Villa        | Aurélien Duval    | Arnold Jeannesson       |
| 2008 | Aurélien Duval      | Jonathan Lopez    | Clément Bourgoin        |
| 2009 | Arnaud Jouffroy     | Matthieu Boulo    | Guillaume Perrot        |
| 2010 | Matthieu Boulo      | Arnaud Jouffroy   | Jérémy Grimal           |
| 2011 | Matthieu Boulo      | Camille Thominet  | Freddie Guilloux        |
| 2012 | Julian Alaphilippe  | Kévin Bouvard     | Clément Venturini       |
| 2013 | Julian Alaphilippe  | Clément Venturini | Jimmy Turgis            |
| 2014 | Clément Venturini   | David Menut       | Fabien Doubey           |
| 2015 | Fabien Doubey       | Clément Russo     | Victor Koretzky         |
| 2016 | Clément Russo       | Victor Koretzky   | Lucas Dubau             |
| 2017 | Tony Périou         | Clément Russo     | Joshua Dubau            |
| 2018 | Lucas Dubau         | Joshua Dubau      | Maxime Bonsergent       |
| 2019 | Antoine Benoist     | Eddy Fine         | Sandy Dujardin          |
| 2020 | Antoine Benoist     | Mickaël Crispin   | Joris Delbove           |
| 2021 | Antoine Huby        | Joris Delbove     | Florian Richard Andrade |
| 2022 | Romain Grégoire     | Joris Delbove     | Clément Alléno          |
| 2023 | Martin Groslambert  | Nathan Bommenel   | Rémi Lelandais          |
| 2024 | Nathan Bommenel     | Rémi Lelandais    | Léo Bisiaux             |
| 2025 | Léo Bisiaux         | Aubin Sparfel     | Corentin Lequet         |

### Junioren
| Jaar | Goud                 | Zilver                   | Brons                 |
| ---- | -------------------- | ------------------------ | --------------------- |
| 1981 | Éric Guillot         |                          |                       |
| 1996 | Gaël Moreau          | David Derepas            | Gregory Lapalud       |
| 1997 | Nicolas Dieudonné    | Lionel Calvez            | John Gadret           |
| 1998 | Romain Denhez        | Julien Bertaut           | Martin                |
| 1999 | Jean-Baptiste Beraud | Lahonta                  | Da Silva              |
| 2000 | Steve Chainel        | Pierre-Bernard Vaillant  | Guillaume Bost        |
| 2001 | Julien Belgy         | Pierre-Bernard Vaillant  | Florent Collin        |
| 2002 | Romain Villa         | Fabien Pedemanaud        | Adrien Delautre       |
| 2003 | Clément Lhotellerie  | Nicolas Belot            | Jonathan Hivert       |
| 2004 | Clément Lhotellerie  | Jonathan Lopez           | Tony Huet             |
| 2005 | Jules Chabanon       | Guillaume Perrot         | Romain Lejeune        |
| 2006 | Aurélien Duval       | Jules Chabanon           | Nicolas Morel         |
| 2007 | Arnaud Jouffroy      | Thomas Girard            | Matthieu Boulo        |
| 2008 | Arnaud Jouffroy      | Clément Koretzky         | Pierre Garson         |
| 2009 | Alexandre Billon     | Anthony Maldonado        | Valentin Hadoux       |
| 2010 | David Menut          | Émilien Viennet          | Julian Alaphilippe    |
| 2011 | Fabien Doubey        | Quentin Jauregui         | Kévin Bouvard         |
| 2012 | Quentin Jauregui     | Romain Seigle            | Victor Koretzky       |
| 2013 | Clément Russo        | Léo Vincent              | Yan Gras              |
| 2014 | Sébastien Havot      | Hugo Pigeon              | Florian Vidal         |
| 2015 | Eddy Finé            | Émile Canal              | Alexis Bourmaud       |
| 2016 | Maxime Gagnaire      | Simon Lepoittevin Dubost | Matthieu Legrand      |
| 2017 | Maxime Bonsergent    | Antoine Benoist          | Nicolas Guillemin     |
| 2018 | Benjamin Rivet       | Théo Thomas              | Anthony Courriere     |
| 2019 | Antoine Huby         | Théo Thomas              | Ronan Auffret         |
| 2020 | Ugo Ananie           | Rémi Lelandais           | Baptiste Vadic        |
| 2021 | Nathan Bommenel      | Paul Seixas              | Lenny Martinez        |
| 2022 | Louka Lesueur        | Léo Bisiaux              | Romain Debord         |
| 2023 | Léo Bisiaux          | Fantin Gloux             | Jules Simon           |
| 2024 | Paul Seixas          | Jules Simon              | Maxime Vezie          |
| 2025 | Florian Fery         | Theophile Vassal         | Soren Bruyère Joumard |

### Nieuwelingen
| Jaar | Goud                    | Zilver              | Brons            |
| ---- | ----------------------- | ------------------- | ---------------- |
| 2016 | Thibault Valognes       | Benjamin Rivet      | Clément Melaye   |
| 2017 | Anthony Huby            | Alexandre Le Roux   | Axel Laurance    |
| 2018 | Florian Richard Andrade | Bastien Tronchon    | Rémi Lelandais   |
| 2019 | Pierrick Burnet         | Paul Anchain        | Pierre Gautherat |
| 2020 | Louka Lesueur           | Pierre-Henry Basset | Corentin Lequet  |
| 2021 | Jarod Egéa-Garcia       | Paul Seixas         | Jules Simon      |
| 2022 | Paul Seixas             | Aubin Sparfel       | Louis Tanguy     |
| 2023 | Théophile Vassal        | Florian Fery        | Tom Brémont      |

## Vrouwen

### Elite
| Jaar | Goud                     | Zilver                   | Brons                     |
| ---- | ------------------------ | ------------------------ | ------------------------- |
| 2000 | Laurence Leboucher       | Sandra Temporelli        | Nadia Triquet-Claude      |
| 2001 | Laurence Leboucher       | Maryline Salvetat        | Virginie Souchon          |
| 2002 | Maryline Salvetat        | Laurence Leboucher       | Corinne Sempe             |
| 2003 | Laurence Leboucher       | Maryline Salvetat        | Nadia Triquet-Claude      |
| 2004 | Maryline Salvetat        | Laurence Leboucher       | Corinne Sempe             |
| 2005 | Maryline Salvetat        | Laurence Leboucher       | Corinne Sempe             |
| 2006 | Laurence Leboucher       | Maryline Salvetat        | Nadia Triquet-Claude      |
| 2007 | Maryline Salvetat        | Laurence Leboucher       | Christel Ferrier-Bruneau  |
| 2008 | Laurence Leboucher       | Maryline Salvetat        | Christel Ferrier-Bruneau  |
| 2009 | Maryline Salvetat        | Christel Ferrier-Bruneau | Caroline Mani             |
| 2010 | Caroline Mani            | Christel Ferrier-Bruneau | Pauline Ferrand-Prévot    |
| 2011 | Caroline Mani            | Pauline Ferrand-Prévot   | Christel Ferrier-Bruneau  |
| 2012 | Lucie Chainel-Lefèvre    | Pauline Ferrand-Prévot   | Caroline Mani             |
| 2013 | Lucie Chainel-Lefèvre    | Pauline Ferrand-Prévot   | Christel Ferrier-Bruneau  |
| 2014 | Pauline Ferrand-Prévot   | Lucie Chainel-Lefèvre    | Caroline Mani             |
| 2015 | Pauline Ferrand-Prévot   | Caroline Mani            | Lucie Chainel-Lefèvre     |
| 2016 | Caroline Mani            | Laure Bouteloup          | Marlène Morel Petitgirard |
| 2017 | Caroline Mani            | Juliette Labous          | Hélène Clauzel            |
| 2018 | Pauline Ferrand-Prévot   | Caroline Mani            | Marlène Petit             |
| 2019 | Caroline Mani            | Marlène Petit            | Marion Norbert-Riberolle  |
| 2020 | Marion Norbert-Riberolle | Caroline Mani            | Perrine Clauzel           |
| 2021 | Amandine Fouquenet       | Perrine Clauzel          | Marion Norbert-Riberolle  |
| 2022 | Line Burquier            | Hélène Clauzel           | Amandine Fouquenet        |
| 2023 | Hélène Clauzel           | Line Burquier            | Perrine Clauzel           |
| 2024 | Hélène Clauzel           | Amandine Fouquenet       | Anais Morichon            |
| 2025 | Amandine Fouquenet       | Hélène Clauzel           | Célia Gery                |

### Junioren
| Jaar | Goud               | Zilver                | Brons               |
| ---- | ------------------ | --------------------- | ------------------- |
| 2012 | Julie Boucher      | Anaïs Grimault        | Audrey Menut        |
| 2013 | Laura Perry        | Émeline Gautier       | Audrey Menut        |
| 2014 | Émeline Gautier    | Laura Perry           | Chloé Fortin        |
| 2015 | Juliette Labous    | Hélène Clauzel        | Maëlle Grossetête   |
| 2016 | Hélène Clauzel     | Juliette Labous       | Maëlle Grossetête   |
| 2017 | Jade Wiel          | Maina Galand          | Évita Muzic         |
| 2018 | Jade Wiel          | Pasquine Vandermouten | Léa Curinier        |
| 2019 | Amandine Fouquenet | Léa Curinier          | Lauriane Duraffourg |
| 2020 | Line Burquier      | Olivia Onesti         | Lauriane Duraffourg |
| 2021 | Line Burquier      | Olivia Onesti         | Lilou Fabrègue      |
| 2022 | Manon Briand       | Alexandra Valade      | Julie Bego          |
| 2023 | Lise Klaës         | Julie Bego            | Alexandra Valade    |
| 2024 | Célia Gery         | Amandine Muller       | Anais Moulin        |
| 2025 | Lise Revol         | Jeanne Duterne        | Lison Desprez       |

Kampioenschappen:  Wereldkampioenschappen ·
 Europese kampioenschappen ·
 Pan-Amerikaanse kampioenschappen
 België ·
 Canada ·
 Denemarken ·
 Duitsland ·
 Finland ·
 Frankrijk ·
 Hongarije ·
 Ierland ·
 Italië ·
 Japan ·
 Kroatië ·
 Luxemburg ·
 Nederland ·
 Nieuw-Zeeland ·
 Noorwegen ·
 Oostenrijk ·
 Polen ·
 Servië ·
 Slowakije ·
 Spanje ·
 Tsjechië ·
 Verenigd Koninkrijk ·
 Verenigde Staten ·
 Zweden ·
 Zwitserland
Klassementen:  Wereldbeker ·
 Superprestige ·
 X²O Badkamers Trofee ·
 HSF System Cup ·
 USCX Series ·
 Coupe de France ·
 National Trophy Series ·
 Giro d'Italia Ciclocross ·
 Copa de España ·
 New England Series ·
 Swiss Cyclocross Cup
Overig:  Exact Cross
Voormalig:  EKZ CrossTour ·  Rectavit Series ·  US Cup